# Sports Interactive
Sports Interactive è un'azienda inglese dedita allo sviluppo di videogiochi con sede nella città di Londra, fondata nel 1995 dai fratelli Collyer; dal 2005 è parte del gruppo SEGA, dopo la rottura con Eidos Interactive nel 2003.
La sede lavorativa di Sports Interactive è ubicata nel quartiere londinese di Islington, dove lavorano circa centocinquanta dipendenti; lo studio può inoltre contare su un centinaio di beta tester ed un'ampia rete di ricercatori sparsi per tutto il mondo.
L'azienda collabora con War Child, un'associazione benefica, ed è partner di numerose squadre di calcio inglesi come il Manchester City e il Brighton.

## Videogiochi

### Championship Manager
| Anno | Titolo                    | Piattaforma/e  |
| ---- | ------------------------- | -------------- |
| 1995 | Championship Manager 2    | Windows, Amiga |
| 1996 | Championship Manager 1997 | Windows, Amiga |
| 1997 | Championship Manager 1998 | Windows        |
| 1999 | Championship Manager 3    | Windows        |
| 1999 | Championship Manager 2000 | Windows        |
| 2000 | Championship Manager 2001 | Windows        |
| 2001 | Championship Manager 2002 | Windows, Xbox  |
| 2003 | Championship Manager 4    | Windows        |
| 2003 | Championship Manager 2004 | Windows        |

### Football Manager
| Anno | Titolo                | Piattaforma/e                               |
| ---- | --------------------- | ------------------------------------------- |
| 2004 | Football Manager 2005 | Windows                                     |
| 2005 | Football Manager 2006 | Windows, Xbox 360                           |
| 2006 | Football Manager 2007 | Windows, Xbox 360                           |
| 2007 | Football Manager 2008 | Windows, Xbox 360                           |
| 2008 | Football Manager 2009 | Windows                                     |
| 2008 | Football Manager Live | Windows                                     |
| 2009 | Football Manager 2010 | Windows                                     |
| 2010 | Football Manager 2011 | Windows                                     |
| 2011 | Football Manager 2012 | Windows                                     |
| 2012 | Football Manager 2013 | Windows                                     |
| 2013 | Football Manager 2014 | Windows                                     |
| 2014 | Football Manager 2015 | Windows                                     |
| 2015 | Football Manager 2016 | Windows                                     |
| 2016 | Football Manager 2017 | Windows                                     |
| 2017 | Football Manager 2018 | Windows, Switch                             |
| 2018 | Football Manager 2019 | Windows, Switch                             |
| 2019 | Football Manager 2020 | Windows, Switch                             |
| 2020 | Football Manager 2021 | Windows, Xbox Series, Switch                |
| 2021 | Football Manager 2022 | Windows, Xbox Series, Switch                |
| 2022 | Football Manager 2023 | Windows, Xbox Series, PlayStation 5, Switch |
| 2023 | Football Manager 2024 | Windows, Xbox Series, PlayStation 5, Switch |